# Parteras Nich Ixim
Parteras Nich Ixim ("flor de maíz" en lengua tsotsil y tzektal) es un movimiento colectivo que inició en 2014 en el Estado de Chiapas, México.
El movimiento está compuesto por defensores de la partería y es parte de la Agenda Nacional por la Defensa y Promoción de la Partería Tradicional de México, donde se reúnen más de 10 estados de la República Mexicana. Esta iniciativa ha sido fundamental en la resistencia contra propuestas regulatorias que excluyen la partería tradicional indígena.

## Origen
Inicia en 2014 para abordar los conflictos y barreras que tienen las mujeres y parteras. Por lo que, cansadas del maltrato, la discriminación, la utilización y la falta de reconocimiento a su trabajo por parte de las instituciones de salud pública estatal y federal, se organizaron para la protección de sus derechos. 

Rosa Hernández, una de las líderes de Nich Ixim menciona que “Las mujeres confían en nosotros porque hacemos bien nuestro trabajo”. 
El movimiento tiene como objetivo la protección y el fomento de la partería tradicional. Surgió a partir de las dificultades que enfrentaban como comunidad en Chiapas. Lo conforman más de 600 mujeres y hombres, en específico parteras, de distintas zonas indígenas, rurales y hasta urbanas en más de 30 municipios del estado de Chiapas. No se asocia con ningún partido político o religión y su fin es el de preservar los conocimientos de partería tradicionales y cuidar la dignidad de las mujeres, así como la protección de los pueblos originarios y sus prácticas ancestrales.

## Demanda y objetivos
De acuerdo con el Informe de Situación actual de la partería indígena en México del Centro de Investigaciones y Estudios Superiores en Antropología Social (CIESAS) las demandas el movimiento incluyen:
1. Reconocimiento y dignificación de la partería tradicional: la partería es parte de la cultural y es un trabajo no remunerado que merece reconocimiento y que sea tratado de manera digna.
2. Libre ejercicio de la partería: busca detener la persecución a quienes se dedican a la partería, ya que la práctica de estas mujeres no está respaldada y protegida por la ley en su totalidad.
3. Reconocimiento del derecho de las mujeres a decidir dónde y con quien quieren parir: las mujeres deciden sin que se les imponga una decisión.
4. Servicios de salud accesibles, de calidad y respetuosos en comunidades indígenas: demanda de servicios de salud donde se trate adecuadamente a las mujeres, se respete la lengua y haya respeto y dignidad para todas las personas.
5. Derecho a la protección, conservación y transmisión de los conocimientos ancestrales: buscan conservar y transmitir los saberes de la partería.[1]
6. Una de las trabas impuestas por el gobierno es que el Registro Civil no acepta la constancia del nacimiento si fue atendido por una partera y por tanto no se reconoce dentro del sistema de vacunación universal.[6]

## Protestas, problemáticas y obstáculos
En octubre de 2017, en San Cristóbal de las Casas, alrededor de 150 mujeres indígenas y campesinas de diversas regiones de Chiapas, exigieron apoyo a las autoridades tanto estatales como federales del Sector Salud para ser reconocidas y apoyadas con recursos para ejercer su labor de manera segura y reducir el índice de muerte materna en las comunidades rurales del estado.
Denunciaron las inconsistencias en las políticas institucionales que cambian el rol de las parteras hasta el punto de prohibir su ejercicio profesional, violando así sus derechos fundamentales, como son los culturales y a la salud.

En mayo de 2024, denunciaron la discriminación y racismo institucional a la que se enfrentan por la falta de reconocimiento de la partería tradicional como una opción válida y segura para las mujeres. Declararon que en muchas áreas, instituciones como el IMSS Bienestar les prohíbe atender mediante acoso y coacción por parte del personal de salud que persuade a las mujeres a no optar por la atención de parteras tradicionales, violando, a su vez, su derecho al trabajo y a las mujeres a decidir sobre su propio proceso de parto.
Amalia Sánchez Gómez, partera tzeltal de Oxchuc, declara: "Nosotras como parteras conocemos las necesidades de nuestras mujeres y niños, no es lo mismo estar sentada tras el escritorio, ellos no reconocen las necesidades y el sufrimiento de los indígenas”
Otra de las problemáticas que enfrentan son las trabas burocráticas y condicionamientos a los que se enfrentan las parteras al momento de obtener certificados de nacimiento. Esto debido a que las constancias de alumbramiento que expiden como colectivo no son aceptadas ni válidas para el Registro Civil, lo que ocasiona el desamparo de niños y niñas por la falta de acta de nacimiento por haber nacidos bajo la asistencia de parteras. Por lo que existe una consecuente violación del derecho a la identidad reconocido en el artículo 4 de la Constitución.
Rosalinda Pérez Roblero, partera del municipio Frontera Comalapa, comparte: "Las parteras se desmoralizan por no seguir trabajando, pero la unión del grupo nos fortalece, continuamos luchando a pesar de la inseguridad y leyes que obligan a las embarazadas a tener su control prenatal para ser atendidas por médicos si hay complicaciones, eso no es justo."
Por otro lado, se encuentra la denuncia ante el riesgo que enfrentan las mujeres embarazadas debido a la violencia e inseguridad en el estado por grupos armados y la delincuencia organizada. Lo que ha resultado en tragedias evitables donde vidas de mujeres y bebés se pierden por no poder acceder a atención médica oportuna.
Estas denuncias van acompañadas de la demanda de reconocimiento y dignificación de la partería tradicional como un derecho cultural y como parte de la identidad de los pueblos indígenas. Por lo que se pide un alto a la criminalización y persecución de las parteras por cuidar de los embarazos y partos en sus comunidades.
La organización Tsípekua: iniciativas de mujeres indígenas contra las violencias, reporta que las mujeres de la organización han declarado que están en una posición vulnerable , pues muchas deben salir de su comunidad y han levantado la voz cuando la sociedad sigue siendo machista, un machismo que limita y juzga la participación de estas mujeres en los partos, un trabajo que además, no tiene reconocimiento social, económico, ni político. Lo que les queda para enfrentar estos obstáculos es mantener fuerte la red de apoyo entre ellas.

## Acciones y datos
En Chiapas, uno de cada tres partos es atendido por una partera y dentro de municipios indígenas este porcentaje llega a ser del 90%. En el año 2019 se dieron 85 271 nacimientos atendidos por parteras en el país y el 62% de los partos atendidos por parteras ocurrieron en Chiapas. Además, en 2022 fue recogida la atención de 190 parteras por parte de Nich Ixim, ellas atendieron 1270 partos, 2688 consultas prenatales, 140 referencias a hospitales por emergencia y 7408 atenciones por otras razones. En cuanto a la organización  y coordinación se encuentra un equipo de 10 voceras y 45 representantes.
Las principales acciones del movimiento incluyen: 
- Participar en espacios donde se pueda hablar sobre el tema como en agencias del sistema de Naciones Unidas, Comisión Nacional de Derechos Humanos, entre otros.
- Visibilizar el movimiento en medios de comunicación a nivel global.
- Denuncias por el maltrato que hay a las parteras y mujeres en hospitales
- Participación en construir la Agenda Nacional en Defensa y Promoción de la Partería Tradicional
- Unión con parteras de otros países para luchar en conjunto por visibilizar la partería tradicional
- Durante la pandemia por Covid-19 se atendieron a muchas mujeres debido a que por los contagios cerraron muchos servicios de salud en las comunidades.[5]

### Estatal (Chiapas)

Mapa de Chiapas, México

El movimiento ha logrado establecer una mesa interinstitucional en el estado de Chiapas, en colaboración con instituciones gubernamentales importantes y organizaciones de la sociedad civil. Con esta iniciativa impulsada por la Comisión Estatal de Derechos Humanos (CEDH), se busca garantizar el derecho a la salud y el respeto a los derechos humanos de las mujeres, así como abordar las preocupaciones relacionadas con el acoso y la limitación de la práctica de la partería tradicional. Además, en reuniones con el Instituto Mexicano del Seguro Social y el Congreso del Estado, se han denunciado las injusticias y se ha abogado por la preservación de esta invaluable herencia cultural.

## Labor durante pandemia por COVID-19
La pandemia de COVID-19 fue esencial para demostrar la importancia del trabajo de las parteras, en las comunidades que no tienen la posibilidad de trasladarse a un hospital o centro de salud, que incluso 35% del personal de salud en Chiapas se dio de baja una vez declarada la pandemia por lo que esta falta de personal y el cierre de varias instituciones hizo necesaria la ayuda de Nich Ixim, donde más de 1400 mujeres parieron en este tiempo por las parteras, además de que no hubo ninguna muerte materna a pesar de los riesgos que pueden haber en un proceso de parto.
Dentro de este trabajo realizado en la pandemia es esencial el reconocimiento de aquellas parteras que fallecieron entre 2020 y 2021, las cifras que hay son 33 de ellas que en conjunto suman 1400 años de atención y servicio a sus respectivas comunidades. La mayoría de estas mujeres nunca dudó en salir a ayudar a aquellas que necesitaban atención a pesar del riesgo que había por la pandemia.
Este periodo se identificó el fallecimiento de varias parteras por casos de COVID y por padecimientos preexistentes. En 2021 el movimiento llevó a cabo un homenaje a alrededor de 30 parteras que fallecieron en Chiapas durante 2020.
El movimiento de parteras señaló que, por hacer su trabajo, muchas de sus integrantes enfermaron, siendo 32 parteras quienes tuvieron síntomas sospechosos y otras más quienes llegaron a reportarse graves.

## Alianzas y asociaciones
Las redes y organizaciones que promueven las misiones y estrategias del movimiento son:
- Formación y Capacitación, Asociación Civil (FOCA A. C.).
- Global Pediatric Alliance (GPA México).
- Centro de Capacitación en Ecología y Salud para Campesinos y Defensoría del Derecho a la Salud, Asociación Civil (CCESC-DDS A. C.).[1]
- Sakil Nichim Antsetik A. C.
- CAMATI “mujeres construyendo desde abajo”, ONG.
- Comité Promotor del Derecho a una Maternidad Segura Voluntaria en Chiapas.
- Cómité Promotor por una Maternidad Segura, ONG.
- Observatorio de Mortalidad Materna (OMM).
- Casa de la Mujer Ixim Anzetic.[7]

## Contexto legal de la partería en México
La ley mexicana contempla la partería y estas prácticas de medicina tradicional con el fin de garantizar su ejercicio con apego a los Derechos Humanos. 
En primer lugar,  en el marco internacional México ha firmado diversos tratados que reconocen el derecho de los Pueblos Indígenas a utilizar la medicina tradicional, aprovechando sus métodos de prevención y prácticas curativas y medicamentos  tradicionales, incluyendo la conservación de sus plantas medicinales, animales y minerales de interés vital. Se reconoce a las parteras y personas que practican la medicina tradicional, se señala que los servicios de salud deberán en la medida de lo posible a nivel comunitario organizarse, planearse y administrarse en cooperación con los pueblos interesados. Algunos de estos acuerdos incluyen: La Declaración de Alma Atta (1978), El Convenio 169 de la Organización Internacional del Trabajo (OIT) Sobre Pueblos Indígenas y Tribales (1989) y La Declaración de las Naciones Unidas sobre los Derechos de los Pueblos Indígenas (2007).
Además, la Constitución Política de los Estados Unidos Mexicanos reconoce los derechos humanos de todas las personas en su artículo 1. Además, prohíbe cualquier tipo de discriminación y el derecho de los pueblos indígenas a preservar su cultura y aprovechar la medicina, tradicional en el artículo 2. Por último, establece el derecho a decidir de manera informada y no por obligación sobre el esparcimiento de los hijos en el artículo 4.
Respecto al parto en específico la Norma Oficial Mexicana NOM-007-SSA2-2016. Para la atención de la mujer durante el embarazo, parto y puerperio, y de la persona recién nacida. Establece que las mujeres pueden ser atendidas por parteras tradicionales y tienen derecho a escoger la posición de su parto.
Por otro lado, el  Reglamento de la Ley General de Salud en Materia de Prestación de Servicios de Atención Médica contempla un mecanismo a través del cual las parteras pueden solicitar a la Secretaría de Salud autorización para ser consideradas como personal no profesional autorizado para la prestación de servicios de atención médica.
En marzo de 2024, se publicó en el Diario Oficial de la Federación un decreto que reforma la Ley General de Salud. Esta disposición reconoce el valor de la medicina tradicional indígena y busca fomentar el respeto, conocimiento y desarrollo de esta. Además, obliga a las autoridades a brindar apoyos sin condiciones para garantizar y proteger la práctica de las parteras tradicionales. Requiere títulos especializados para la partería profesional. Y permite que los certificados de nacimiento sean emitidos por las parteras.